# Rus (konijn)

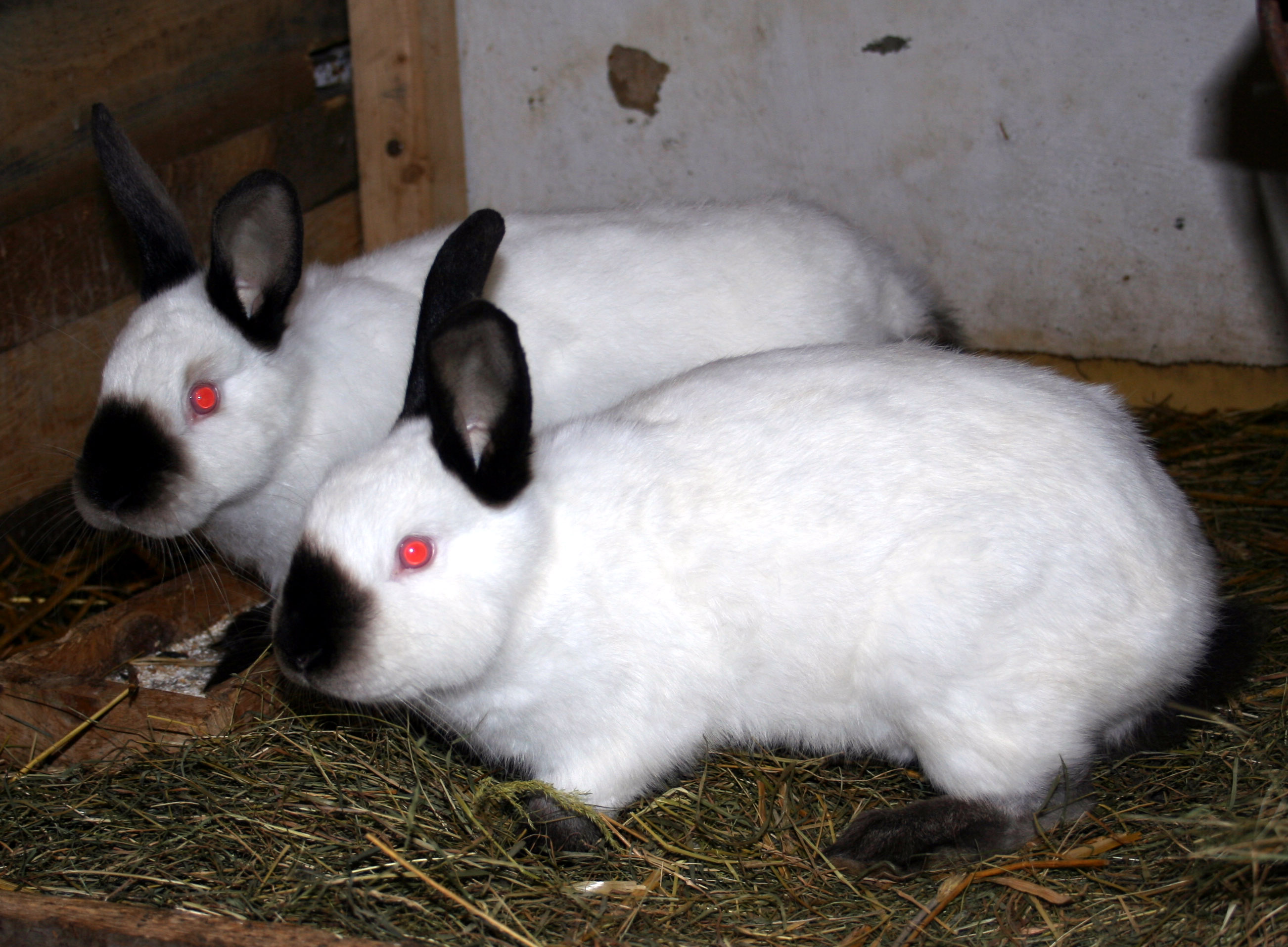
Rus

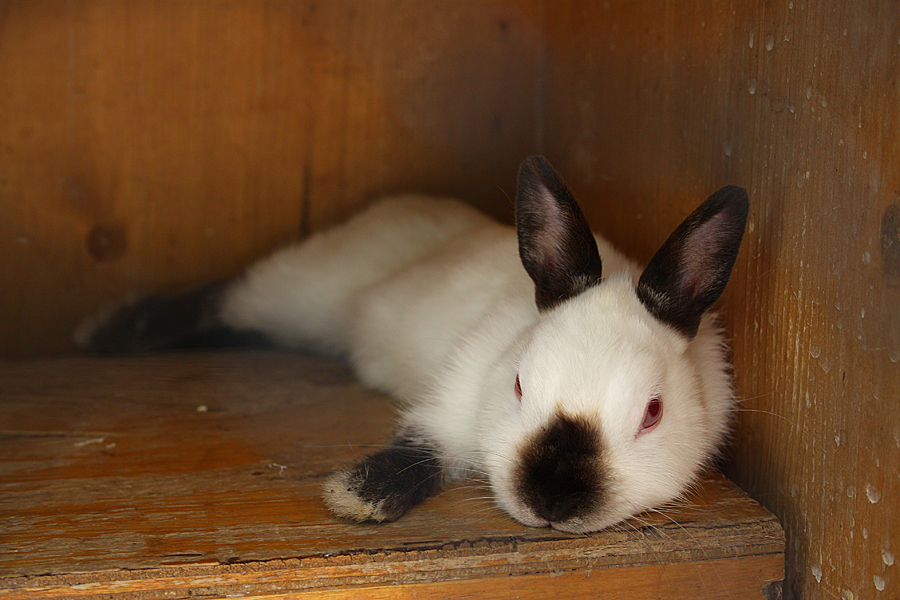
Jonge Rus

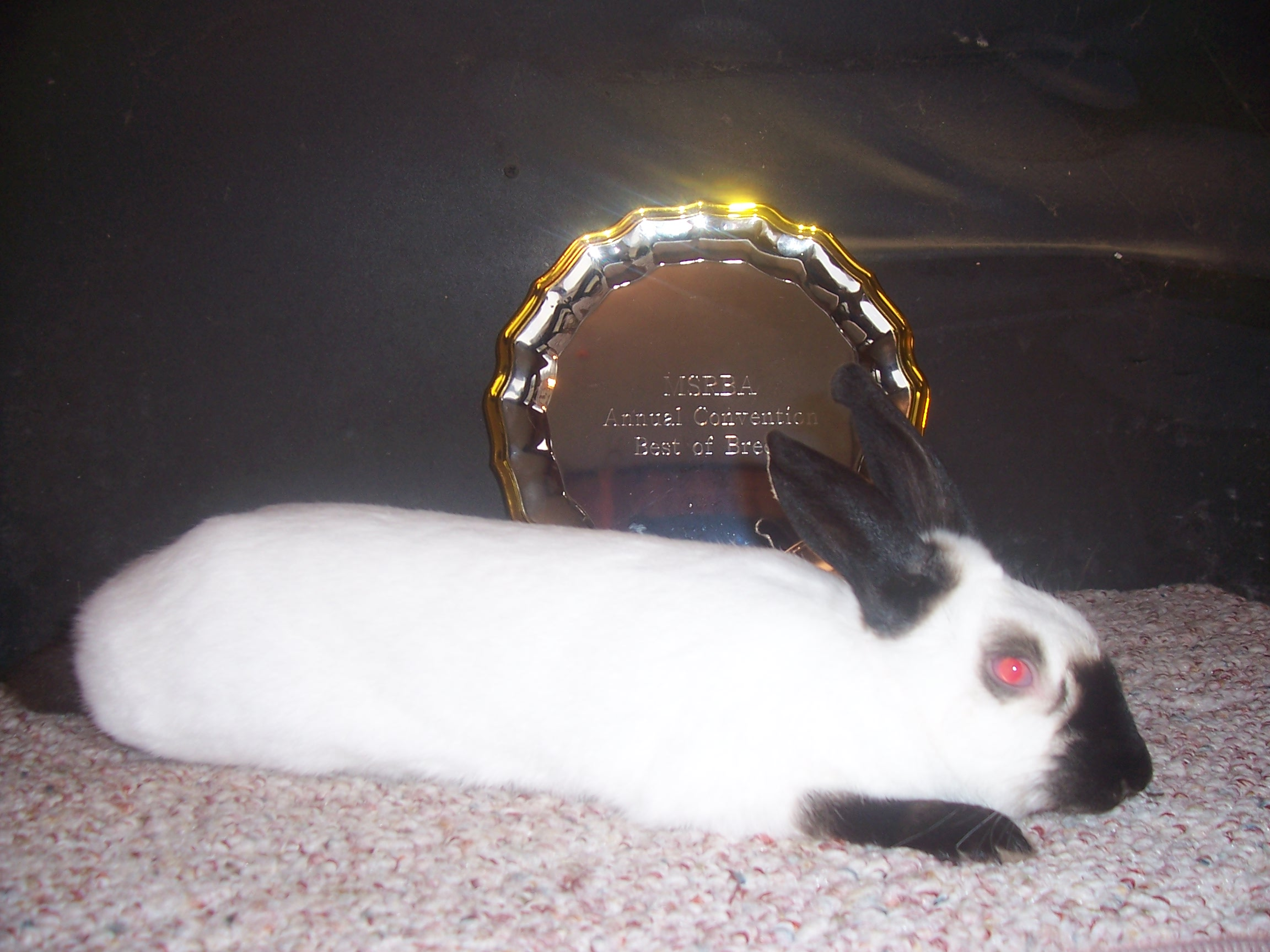
Een kampioenskonijn

De Rus is een klein gedomesticeerd konijnenras. In de Engelssprekende wereld staat ze bekend als het Himalaya-konijn. Het is een oud en rustig ras.
De Rus is – uitgezonderd de dwergkonijnenrassen – het kleinste konijnenras. Zijn gewicht is 2,25 kg met een ietwat gedrongen postuur. De Rus is deels albino en heeft rode ogen en een dichte, zuiver witte vacht met donkere oren, poten, snuit (masker) en staart. De kleurmarkeringen veranderen met de leeftijd en de omgeving. Kouder weer kan de gekleurde delen donkerder maken en vergroten.

## Ontstaansgeschiedenis
De Rus is een van de oudste konijnenrassen. Hun oorsprong is onbekend. In oude literatuur worden verschillende namen gegeven voor de Rus, waaronder Siberisch, Chinees, Egyptisch, Pools en Windsor-konijn. Het ras werd in Europa voor het eerst beschreven in 1854 (Frankrijk) en 1857 (Engeland). Charles Darwin schrijft:
„Two life rabbits were brought to me from Moscow, of about the size of the wild species, but with long soft fur, different from that of the Angora. These Moscow rabbits had pink eyes and were snow-white, excepting the ears, two spots near the nose, the upper and under surface of the tail and the hinder tarsi which were blackish-brown, In short they were coloured nearly like the so-called Himalayan rabbits, presently to be described and different to them only in the character of their fur.“ (Vertaling: „Twee levende konijnen werden meegebracht vanuit Moskou, ongeveer zo groot als de wilde soort, maar met een lange, zachte vacht, anders dan die van de angora. Deze Moskou-konijnen hadden roze ogen en waren sneeuwwit, behalve de oren, twee vlekken op de neus, de boven- en onderkant van de staart, en de achterpoten, die zwartbruin waren. Kortom, ze waren bijna gekleurd als de zogenaamde Himalaya-konijnen, die hieronder worden beschreven, en verschilden alleen van hen door het karakter van hun vacht.“)— Charles Darwin
Oorspronkelijk had de Rus zwarte kleuraccenten. Andere kleuren ontstonden later. Erkende kleuren zijn zwart, blauw, bruin en gouwenaar (lichtblauwgrijs (lila))